# Amy De Bhrún
Amy De Bhrún, född 22 april 1984 i Dublin, är en irländsk skådespelerska och manusförfattare.

## Biografi
Amy De Bhrún har medverkat i stort antal TV-serier och filmer. I TV-serien Borderline spelar hon polisinspektör Aoife Regan, en av seriens huvudroller. Även i kriminaldramaserien Blackshore: Anmäld försvunnen spelar hon en av huvudrollerna som Niamh Furlong.

## Filmografi (i urval)
- 2024 – Blackshore: Anmäld försvunnen (TV-serie)
- 2024 – Borderline (TV-serie)